# Lực lượng Chi viện chiến lược Quân Giải phóng Nhân dân Trung Quốc
Lực lượng Chi viện chiến lược Quân Giải phóng Nhân dân Trung Quốc (tiếng Trung: 中国人民解放军战略支援部队) là quân chủng thuộc Quân Giải phóng Nhân dân Trung Quốc được thành lập ngày 31/12/2015. 

## Lịch sử
Lực lượng Chi viện chiến lược được thành lập như một phần của sự cải cách trong Quân Giải phóng Nhân dân Trung Quốc. Ngày 31/12/2015, tại Đại lầu Bát Nhất (trụ sở Quân ủy Trung ương và Bộ Quốc phòng Trung Quốc), Chủ tịch Quân ủy Trung ương Tập Cận Bình đã tuyên bố thành lập 3 quân chủng mới, là Quân chủng Lục quân, Quân chủng Tên lửa, Quân chủng Chi viện chiến lược. Tập Cận Bình tuyên bố "...đây là lực lượng tác chiến kiểu mới để bảo vệ an ninh quốc gia, là điểm phát triển nổi bật về năng lực tác chiến với tố chất hoàn toàn mới của Quân đội Trung Quốc".
Ngày 1/1/2016, Bộ Quốc phòng Trung Quốc tuyên bố lực lượng chi viện chiến lược được thành lập dựa trên các lực lượng khác nhau với chức năng tác chiến chiến lược, vận chuyển chi viện, và tác chiến không gian.
Ngày 24/7/2019, Sách Trắng Quốc phòng Trung Quốc, "Quốc phòng Trung Quốc trong thời đại mới", chỉ ra rằng "lực lượng chi viện chiến lược là lực lượng chiến đấu kiểu mới để bảo vệ an ninh quốc gia và là điểm phát triển quan trọng cho khả năng tác chiến trong thời đại mới. Các biện pháp bảo vệ như bảo mật thông tin và liên lạc, bảo vệ an ninh thông tin và thử nghiệm công nghệ mới".

## Cấu trúc
Về mặt cấu trúc, Lực lượng Chi viện chiến lược hoạt động như Quân chủng Tên lửa

### Cơ quan chức năng
- Bộ Tham mưu
- Bộ Công tác Chính trị
- Ủy ban Kiểm tra Kỷ luật
- Cục Hệ thống mạng

Cục Hệ thống mạng (NSD) là cơ quan tích hợp tất cả các khả năng tác chiến tranh và chiến tranh thông tin của PLA và được cho là đã tiếp quản nhiều khả năng trước đây do Cục 3 và 4 của PLA nắm giữ. Về tổ chức, bao gồm các đơn vị: PLA Unit 61398; PLA Unit 61486; PLA Unit 61726; Unit 61786; Viện Nghiên cứu NSD số 56; Viện Nghiên cứu số 58; Bệnh viện PLA số 316; và các căn cứ số: 31, 32, 33, 34, 36, 38. 
- Cục Hệ thống vũ trụ:

Đóng quân tại quận Hải Điến của Bắc Kinh, Cục Hệ thống Vũ trụ PLASSF (SSD) là sự hợp nhất của tất cả các hệ thống C4ISR trên vũ trụ của PLA. Phòng Hệ thống Vũ trụ cũng giám sát tất cả các căn cứ phóng vào vũ trụ bao gồm: 
- Đơn vị 63600 - Căn cứ Huấn luyện Thực nghiệm số 20 (Trung tâm Phóng Vệ tinh Tử Tuyền)
- Đơn vị 63650 - 21st Experimental Training Base (中国人民解放军第二十一试验训练基地) / Malan Nuclear Test Base
- Đơn vị 63680 - 23rd Experimental Training Base (中国人民解放军第二十三试验训练基地) / Aerospace Ocean Survey Ship Base
- Căn cứ Huấn luyện Thực nghiệm số 25 (中国人民解放军第二十五试验训练基地) / Taiyuan Satellite Launch Center
- Đơn vị 63750 - Căn cứ Huấn luyện Thực nghiệm số 26 (中国人民解放军第二十六试验训练基地) / Xi'an Satellite Measurement and Control Center
- Đơn vị 63790 - Căn cứ Huấn luyện Thực nghiệm số 27 (中国人民解放军第二十七试验训练基地) / Xichang Satellite Launch Center
- Đơn vị 63880 – Căn cứ Huấn luyện Thực nghiệm số 33 (中国人民解放军第三十三试验训练基地) / Luoyang Electronic Equipment Test Center
- China Aerodynamics Research and Development Center (29th Testing and Training Base)
- Space Telemetry, Tracking, and Control
- Beijing Aerospace Flight Control Center
- Telemetry, Tracking, and Control Stations
- Aerospace Reconnaissance Bureau
- Satellite Main Station
- Aerospace Research and Development Center
- Project Design Research Center
- Astronaut Corps

### Đơn vị trực thuộc
- Lữ đoàn Tác chiến điện tử
- Trung tâm Y tế Đặc biệt Lực lượng Chi viện chiến lược
- Đơn vị 61716 - Căn cứ PLA số 311
- Đơn vị 63790 - Căn cứ Huấn luyện thực nghiệm số 27 (Trung tâm phóng vệ tinh Tây Xương)
- Đơn vị 63880 - Căn cứ huấn luyện thực nghiệm số 33 (Trung tâm Thủ nghiệm Thiết bị Điện tử Lạc Dương)
- Các trường đại học:
  - Đại học Kỹ thuật vũ trụ - Lực lượng Chi viện chiến lược
  - Đại học Kỹ thuật thông tin - Lực lượng Chi viện chiến lược

## Lãnh đạo

### Tư lệnh
- Thượng tướng Cao Tân (12/2015-3/2019)
- Thượng tướng Lý Phượng Bưu (2/2019-6/2021):  Ủy viên Ban Chấp hành Trung ương Đảng Cộng sản Trung Quốc khóa XIX
- Thượng tướng Cự Kiền Sinh (6/2021-nay)

### Chính ủy
- Thượng tướng Lưu Phúc Liên (12/2015-1/2017)
- Thượng tướng Trịnh Vệ Bình (8/2017-12/2020):  Ủy viên Ban Chấp hành Trung ương Đảng Cộng sản Trung Quốc khóa XIX
- Thượng tướng Lý Vĩ (12/2020-nay)

### Phó Tư lệnh
- Trung tướng Lý Thượng Phúc (2016-8/2017, kiêm Tham mưu trưởng)
- Trung tướng Nhiêu Khai Huân (2016-nay)
- Trung tướng Thượng Hoành (2016-nay, kiêm Tư lệnh Binh chủng Hệ thống vũ trụ)

### Phó Chính ủy
- Trung tướng Lã Kiến Thành (2016-nay, kiêm Bí thư Ủy ban Kiểm tra Kỷ luật)